# Salomè (album)
Salomè è il trentaquattresimo album in studio della cantante italiana Mina, pubblicato nel novembre 1981 dalla PDU con distribuzione EMI Italiana.

## Descrizione

Classico album doppio autunnale dell'artista, pubblicato inizialmente con i due dischi riuniti in un'unica confezione, e soltanto in seguito a volumi separati, mantenendo sempre l'ordine originale di tracce e facciate.
Alterna bilanciandoli inediti in lingua italiana e spagnola, così come brani originali e cover, queste ultime presenti prevalentemente sul primo disco.
Distribuito fin dal 1981 su Long playing (PDU PLD 7026 e 7017) e musicassetta (PMA 726 e 727), poi ristampato su Compact disc (PDU CDP 7906962 e 7906972) e rimasterizzato con tecniche digitali del 2001 (EMI 5354472 e 5354482). Nelle edizioni su CD i due volumi sono sempre stati commercializzati separatamente.
La versione originale conteneva anche un poster quadrato (cm.56,2) con una fotografia dell'artista. TV Sorrisi e Canzoni pubblicò altri scatti del servizio fotografico di Mauro Balletti. Uno di essi fu utilizzato per il singolo Devi dirmi di sì/La controsamba, realizzando due copertine, in una delle quali è possibile riconoscere la sagoma del fotografo riflesso negli occhiali indossati dalla cantante.
L'album è stato anticipato dal singolo Una canzone/Quando l'amore ti tocca, realizzato anche con i questi brani tradotti in francese per il mercato d'oltralpe.
Durante il 1982 arriva al secondo posto nella classifica settimanale degli LP, a fine anno chiude in 29ª posizione di quella generale.

## I brani
- Tu sarai la mia voce

Cover in italiano di Put the Weight on My Shoulders, brano pubblicato dal cantautore italo-canadese Gino Vannelli nel suo album Nightwalker dello stesso anno. Il testo italiano è di Vittorio De Scalzi.
- Tres palabras

Una nuova versione, incisa da Mina nel 2001 e mai pubblicata su CD, è reperibile sul famoso DVD Mina in studio (ritorno in video dell'immagine della cantante dopo oltre 20 anni d'assenza) e disponibile per il download in formato digitale su iTunes.
- Walk On By

Cover del brano di grandissimo successo, pubblicato la prima volta nel 1964 da Dionne Warwick.
- No

Rifacimento di una vecchia canzone in spagnolo con lo stesso titolo, del 1965 di Armando Manzanero; qui con il testo in italiano di Andrea Lo Vecchio.
- Contigo en la distancia

Duetto di Mina con Angel "Pato" Garcia che suona (come nella traccia precedente) anche la chitarra; la prima versione è stata interpretata da Fernando Fernández nel 1948.
- Verde luna

L'originale in inglese, cantato da Rita Hayworth (che suona anche la chitarra), fa parte della colonna sonora del famoso film Sangue e arena del 1941. Qui Mina la esegue in spagnolo (testo di Vincente Gomez), accompagnata da Angel "Pato" Garcia alla chitarra.
- Uh uh

Come Una canzone vede la collaborazione vocale dei New Trolls (Mina si limita ad eseguire i cori) e con il brano Liza (cantato da Mina e con Ricky Belloni alle chitarre) fa parte delle tre pezzi dell'album scritti dai componenti del gruppo genovese.

- Esperame en el cielo

Inserita da Pedro Almodóvar nel film Matador del 1986. Come Tres palabras, ne esiste una nuova versione sul DVD Mina in studio del 2001.
- E va bene ti voglio e Squarciagola

Sono le due canzoni scritte e arrangiate da Massimiliano Pani per questo album della madre.

## Tracce
Disco 1 - Lato A
1. Tu sarai la mia voce (Put the Weight on My Shoulders) – 4:55 (testo: Vittorio De Scalzi – musica: Gino Vannelli; edizioni musicali Chappell)
2. Miele su miele – 5:30 (Paolo Conte; edizioni musicali PDU/RCA)
3. Tres palabras – 3:23 (Osvaldo Farrés; edizioni musicali Southern)
4. Sono sola sempre – 4:20 (testo: Bruno Lauzi – musica: Beppe Cantarelli; edizioni musicali PDU/La Galére)

Lato B
1. Walk On By – 8:25 (testo: Hal David – musica: Burt Bacharach; edizioni musicali D.R.)
2. No – 3:15 (testo: Andrea Lo Vecchio – musica: Armando Manzanero; edizioni musicali Southern)
3. Contigo en la distancia (feat. Angel "Pato" Garcia) – 3:08 (César Portillo De La Luz; edizioni musicali Southern)
4. Così – 3:30 (testo: Edoardo De Angelis – musica: Aldo Donati; edizioni musicali PDU/RCA)

Disco 2 - Lato A
1. E va bene, ti voglio – 5:23 (testo: Vito Pallavicini – musica: Piero Cassano; edizioni musicali PDU/Ariston)
2. Una canzone (feat. New Trolls) – 4:05 (testo: Nico Di Palo, Vittorio De Scalzi – musica: Gianni Belleno, Ricky Belloni; edizioni musicali PDU/Sensazioni/Usignolo)
3. Verde luna – 2:37 (Vicente Gomez; edizioni musicali Diesis)
4. Liza – 3:25 (testo: Bruno Lauzi, Nico Di Palo, Vittorio De Scalzi – musica: Gianni Belleno, Ricky Belloni; edizioni musicali PDU/Sensazioni/Usignolo)
5. Boy – 5:05 (Maurizio Piccoli; edizioni musicali PDU/Intersong)

Lato B
1. Uh uh (feat. New Trolls) – 3:50 (testo: Vittorio De Scalzi – musica: Gianni Belleno, Ricky Belloni, Nico Di Palo; edizioni musicali PDU/Sensazioni/Usignolo)
2. E tu, chi sei? – 4:25 (testo: Vito Pallavicini – musica: Michele Vasseur, Gianni Guarnieri; edizioni musicali PDU/Settenote)
3. Esperame en el cielo – 3:18 (Paquito López Vidal; edizioni musicali Southern)
4. Quando l'amore ti tocca – 3:15 (testo: Renato Di Bitonto "Dibì" – musica: Carmelo "Ninni" Carucci; edizioni musicali PDU)
5. Squarciagola – 6:02 (testo: Massimiliano Pani, Valentino Alfano – musica: Massimiliano Pani; edizioni musicali PDU)

## Formazione
- Mina – voce, cori
- Andrea Sacchi – chitarra
- Mike Logan – pianoforte, Fender Rhodes
- Ninni Carucci – tastiera
- Bruno Crovetto – basso
- Walter Scebran – batteria
- Mario Robbiani – pianoforte
- William Marino – chitarra, sintetizzatore
- Paolo Donnarumma – basso
- Aldo Banfi – tastiera
- Rolando Ceragioli – batteria
- Massimiliano Pani – tastiera
- Beppe Cantarelli – chitarra, pianoforte
- Victor Bach – tastiera, pianoforte, Fender Rhodes
- Cosimo Fabiano – basso
- Gianni Belleno – batteria, cori
- Nico Di Palo – basso, cori, chitarra
- Ricky Belloni – chitarra, cori
- Vittorio De Scalzi – tastiera, cori
- Angel "Pato" Garcia – chitarra
- Oscar Rocchi – pianoforte, Fender Rhodes
- Gigi Cappellotto – basso
- Tullio De Piscopo – batteria, percussioni
- Enzo Feliciati – tromba
- Pier Luigi Mucciolo – tromba
- Gustavo Bregoli – tromba
- Nicola Castriotta – trombone
- Rudy Migliardi – trombone
- Giorgio Baiocco – sax
- Linda Wesley, Françoise Goddard, Lella Esposito, Naimy Hackett, Wanda Radicchi, Marco Ferradini, Silvio Pozzoli – cori

## Classifiche

### Classifiche settimanali
| Classifica (1981) | Posizione massima |
| ----------------- | ----------------- |
| Italia            | 2                 |

### Classifiche di fine anno
| Classifica (1982) | Posizione |
| ----------------- | --------- |
| Italia            | 29        |